# Син України
«Син України» — історико-пригодницька повість двох українських письменників Ігоря Федіва та Вал. Злотопольця (псевдоним Валентина Отамановського), що є одним з численних наслідувань роману Даніеля Дефо «Життя і дивовижні пригоди Робінзона Крузо». Написана в добу боротьби за незалежність України 1917—1921 років, повість являє собою зразок літератури, що пропагує патріотизм та любов до України.

## Автори повісті
Ігор Федів (1895—1962) — уродженець міста Коломия, учасник Першої світової війни у складі Легіону Українських Січових Стрільців, перекладач. У 1918 році перебував у Києві. З 1920 року на еміграції. Жив у Відні та Празі, де навчався у вищих школах, очолював студентське товариство «Січ». У 1929 році оселився у Львові, де входив до редакційної колегії «Української Загальної Енциклопедії» у трьох томах. Під час Другої світової війни очолював Українське видавництво у Кракові та Львові. У 1944 р. Федів знову опинився в еміграції — спочатку в Німеччині, пізніше в Тунісі, і нарешті — в Канаді, де й помер у 1962 р.
Вал. Злотополець, справжнє ім'я Валентин Отамановський (1893 — 1964) — походив з Наддніпрянської України, один з засновників видавництва «Вернигора». Входив до складу Помічного куреня Січових Стрільців, що брав участь у боях під Крутами. В тому бою загинув його товариш Микола Лизогуб. У присвяті до першого видання повісті Вал. Злотополець написав: «Друже і брате! В образі Миколи Наливайка стоїш ти мені перед очима. Я не письменник. Я хтів лише втілити часточку Твого невмирушого Духу — ось походження ідеї цього твору.»

## Історія написання твору
У 1719 році у Великій Британії вийшла повість Даніеля Дефо «Життя і дивовижні пригоди Робінзона Крузо, моряка з Йорка, котрий прожив двадцять вісім років у повній самотності на безлюдному острові біля берегів Америки, поблизу гирла річки Оріноко, куди він був викинутий катастрофою, під час якої весь екіпаж, крім нього, загинув.» Невдовзі «Робінзона» було перекладено на більшість мов світу і так само швидко з'явилися його наслідування. У літературознавство увійшов термін «робінзонада» так почали називати всілякі твори, що оповідали про пригоди людей на безлюдній землі, коли людина сам на сам з природою виявила силу духу й розуму в боротьбі за виживання. Робінзон отримав багато різних імен — був і данцем, і голландцем, і греком, і євреєм, і ірландцем, і шотландцем, був навіть Робінзон — жінка та Робінзон — невидимка. Найбільше перероблень «Робінзона» створили французи та німці. Німецькі письменники видали близько сорока робінзонад. Серед них «Новий Робінзон» Й. Кампе, надрукований 1779 року. «Нового Робінзона» було написано у формі розмови учителя з учнем, книга як писали сучасники була слабшою за англійський оригінал.
У 1918 році видавництво «Вернигора» запропонувало 23-річному січовому стрільцеві Ігорю Федіву перекласти на українську мову книжку Й. Кампе «Новий Робінзон». Як згадував Федів, ця книга здалася йому нудною, сірою та нецікавою на тлі тогочасних подій Української національної революції. Разом зі співробітником видавництва Вал. Злотопольцем він створює повість про українського Робінзона.

### Структура написання твору
Вступ; частину 1-шу, розділи 1-2; частину 2-гу, розділи 1-7 (переклад з Кампе); частину 3-тю, розділи 1-4, 6-8 (переклад з Кампе) — написав Ігор Федів.
Частину 1-шу, розділи 3-5; частину 2-гу, розділ 6-й; частину 3-тю, розділи 5, 9, 10, епілог — написав Вал. Злотополець.
Частина 1-ша, розділ 6-й — написані спільно.

## Сюжет
До старого сотника Тараса Наливайка приїхав син Микола, спудей Києво-Могилянської академії. Перебуваючи вдома, від діда Опанаса Микола Наливайко дізнається про розгром козацького табору під Солоницею, а від батька про те що ватажок повстання Северин Наливайко — його рідний дядько був спалений живцем, його брат загинув у поході на Московщину, батько більшу частину життя провів у походах. Виконуючи дане батькові слово, Микола дає обітницю перед всією церковною громадою служити всім серцем Україні та не вкладати меча у піхви доки не буде створено Української держави.
Разом із козаками Микола бере участь у морському поході на турецьке місто Озів. Під час бою на міських вулицях його було оглушено ударом по голові та кинуто до льоху невільників. Потім Миколу переправляють до ринку рабів у Кафі, де продають на турецьку галеру. Разом з іншими невільниками козак піднімає заколот проти господарів, коли за галерою женеться чуже судно. Однак завдяки раптовому вітрові туркам вдалось втекти від переслідувачів, бунтівників було закуто в потрійні кайдани й кинуто на дно галери. Довго їх тримали в темниці доки галера не дісталася марокканського порту Танджер. В Марокко капітан галери продав Миколу міському будівельнику, а від нього він потрапив до колишнього губернатора Танджеру Дау-ель-Бакані. Працюючи на обмолоті зерна в знатного араба, Микола Наливайко знайомиться з колишнім англійським моряком Джоном Бровном і навчається в нього англійської мови, а той, у свою чергу, вчиться говорити по-українському.
Дізнавшись про те, що Микола володіє латиною Дау-ель-Бакані, наказує йому навчати цієї мови свого сина. В Миколу закохується багата удова Цат ес-Салямі й господар обіцяє звільнити козака, якщо той прийме іслам і одружиться з нею. Микола з гнівом відмовляється зрадити християнську віру і Дау-ель-Бакані погрожує перетворити його на гаремного євнуха. Вдаючи, що згодився, Микола разом зі своїм товаришем Бровном тікають на човні у Середземне море, де через 15 діб їх підбирає португальський корабель «Лісабон», що йде до Америки. Дорогою судно потрапило в сильний шторм і сіло на скелі біля незнайомих берегів. Шлюпка з пасажирами та екіпажем перевертається, а Миколі пощастило дістатись берега.
Микола виявив, що потрапив на безлюдний острів і аби вижити став наводити на ньому господарство: він виготовив кам'яну сокиру, видовбав нею печеру, зробив календар, знайшов апельсинове дерево та картоплю, приручив лам, що жили на острові. Від запаленого блискавкою дерева Микола здобув вогонь. Він склав піч та випалив посуд. Перебуваючи на острові, Наливайко пережив землетрус із виверженням вулкана, двобій з ягуарами та хворобу.
Досліджуючи острів, Микола натрапляє на останки людей з'їдених людожерами й доходить висновку, що дикуни все ж кращі від загарбників — гнобителів, бо діють не усвідомлюючи, що коять. Виявивши, що на острові бувають тубільці, козак укріплює своє житло, даючи йому назву «Твердиня Січ». Під час приплиття людожерів він нападає на них, рятуючи життя одному з індіанців. Микола навчає врятованого Чінкадавіна української та англійської мов, разом вони будують човен і обпливають довкола острова.
Біля острова розбивається англійський корабель, обстежуючи остов судна, Микола знаходить зброю та англійські газети, читаючи яких козак знаходить звістки про повстання Хмельницького та виникнення Української козацької держави та до ностальгії Наливайка додається жаль за тим, що він опинився на острові й не має змоги воювати за Україну. При черговому приплитті людожерів Наливайко та Чінкадавін звільняють іспанця та старого індіанця, що виявився батьком Чінкадавіна. Разом вони засновують українську колонію, де Микола Наливайко став отаманом острова Нова Україна. Мешканці колонії приймають присягу захищати острів і ні думкою, а ні дією не змагати до відділення острова від України.
Над їх житлом було піднято український прапор. До острова прибуває англійський корабель. Зустрівшись з капітаном корабля, Микола вирішує повертатись на батьківщину, а Чінкадавіна було призначено новим отаманом Нової України. Повертаючись додому через Європу, Микола дізнається про злуку з Московщиною та дикі звичаї цієї країни. На Закарпатті козак сперечається із селянином, який говорить, що край належить до Угорщини, а не до України.
Діставшись дому Микола Наливайко дізнається, що його батьків немає в живих. Його брати загинули у боях з ляхами під час повстання Острянина і батько став кобзарем, що співав про борців за Україну та закликав до помсти. В 1647 р. він був упійманий та закатований на смерть Яремою Вишнивецьким.
Через три роки Микола Наливайко взяв участь у московсько-українській війні. Смертю героя він загинув у Конотопській битві.
Існує також книжка «Син України» австрійської письменниці першої третини ХХ-го століття Едіт фон Зальбурґ. Читачеві пропонується своєрідний «погляд збоку» на зрусифікованого українця, якого подано як збірний образ «синів України».

## Видання повісті
- Федів І., Злотополець Вал. Син України — Київ — Кам'янець — Відень: Видавниче товариство «Вернигора», 1919 р.
- Федів І., Злотополець Вал. Син України — Авсбург. Німеччина: 1946 р.
- Федів І., Злотополець Вал. Син України — Львів: «Просвіта», 1992.